# Europameisterschaft im Skibergsteigen
Die Europameisterschaften im Skibergsteigen (englisch European Championships of Skimountaineering; französisch Championnat d'Europe de ski de montagne) sind die Europameisterschaften im Wettkampfskibergsteigen und wurden erstmals 1992 durch das Comité International du Ski-Alpinisme de Compétition (CISAC) ausgetragen. Seitdem 1999 das CISAC im International Council for Ski Mountaineering Competitions (ISMC) der Union Internationale des Associations d’Alpinisme (UIAA) aufging, werden die Europameisterschaften durch den ISMC im Zweijahresrhythmus ausgetragen. Einzig die Europameisterschaften 2020 in den Dolomiten sorgten für eine Unterbrechung des Turnus, da diese wegen der COVID-19-Pandemie nicht ausgetragen wurden.

## Austragungen
| Nr. | Jahr | Austragungsort              | Disziplinen |
| --- | ---- | --------------------------- | ----------- |
| 1   | 2001 | Contamines, Frankreich      | 2           |
| 2   | 2003 | Tatra, Slowakei             | 6           |
| 3   | 2005 | Encamp, Andorra             | 8           |
| 4   | 2007 | Avoriaz, Frankreich         | 10          |
| 5   | 2009 | Alpago, Italien             | 10          |
| 6   | 2012 | Pelvoux, Frankreich         | 12          |
| 7   | 2014 | Arinsal, Andorra            | 4           |
| 8   | 2016 | Salvan/Les Marécottes       | 4           |
| 9   | 2018 | Nicolosi, Italien           | 6           |
| 10  | 2020 | Dolomiti di Brenta, Italien | 0           |
| 10  | 2022 | Boí Taüll, Andorra          | 7           |
| 11  | 2024 | Flaine, Frankreich          | 7           |